# Resolución 1018 del Consejo de Seguridad de las Naciones Unidas
La resolución 1018 del Consejo de Seguridad de las Naciones Unidas, adoptada por unanimidad el 7 de noviembre de 1995, observando con pesar la muerte del juez de la Corte Internacional de Justicia Andrés Aguilar-Mawdsley el 24 de octubre, el Consejo decidió que en concordancia al Estatuto de la Corte las elecciones para llenar la vacante se efectuarían el 28 de febrero de 1996 en una sesión del Consejo de Seguridad y durante la quincuagésima sesión de la Asamblea General.
Jennings, un jurista venezolano y exministro de Justicia, fue un miembro de la Corte desde 1991. Su período del cargo iba a terminar en febrero de 2000.